# Gabriel Milhoux
Pour les articles homonymes, voir Milhoux.
Gabriel Milhoux est un homme politique français né le 24 janvier 1798 à Genappe (Belgique) et décédé le 20 avril 1862 à Chaumont (Haute-Marne).

## Biographie
D'origine belge, il est naturalisé français en 1815. Avocat à Chaumont en 1821, il est conseiller de préfecture pendant quelques mois en 1830 et commandant de la garde nationale en 1840. Il est député élu, le 23 avril 1848, représentant de la Haute-Marne à l'Assemblée constituante, il était le 6e sur 7, recevant 30 084 voix sur 67 200 votants (78 579 inscrits), il votait généralement à droite : 
- pour l'expédition de Rome ;
- le bannissement de la famille d'Orléans ;
- les poursuites contre Louis Blanc et Marc Caussidière ;
- contre l'abolition de la peine de mort ;
- contre l'impôt progressif.

Il est battu à l'élection de 1849 et se retire de la vie politique.

## Sources
- Ressource relative à la vie publique :   - Base Sycomore
- « Gabriel Milhoux », dans Adolphe Robert et Gaston Cougny, Dictionnaire des parlementaires français, Edgar Bourloton, 1889-1891 [détail de l’édition]